# فيل كولتر
فيل كولتر (بالإنجليزية: Phil Coulter)‏ هو كاتب أغاني وعازف بيانو ومنتج أسطوانات وملحن بريطاني، ولد في 19 فبراير 1942 في ديري في المملكة المتحدة.

## وصلات خارجية
- فيل كولتر على موقع IMDb (الإنجليزية)
- فيل كولتر على موقع ميوزك برينز (الإنجليزية)
- فيل كولتر على موقع قاعدة بيانات برودواي على الإنترنت (الإنجليزية)
- فيل كولتر على موقع ديسكوغز (الإنجليزية)